# Міка Окса
Міка Окса (фін. Mika Oksa; 6 липня 1976, м. Еспоо, Фінляндія) — фінський хокеїст, воротар.   
Розпочав кар'єру в команді з рідного міста «Еспоо Блюз», у складі якої в сезоні 1995—96 дебютував у СМ-лізі. До 1999 року виступав за «ФПС» Форсса в І дивізіоні, хоча перебував на контракті в «Ахмат Хювінкяя». Потім повернувся до середняка СМ-ліги «Еспоо Блюз», за яких виступав до 2005 року.
Сезон 2005—06 розпочав у клубі шведської Елітсерії «Тімро», а закінчив у клубі швейцарської національної ліги «Лугано».
Улітку 2007 року в складі тодішнього чемпіона Фінляндії ХПК став фіналістом Кубка чемпіонів ІІХФ 2007 (поразка 0:6 від «Барса» Казань), але не провів у фіналі жодної хвилини на льоду. Потім 2 роки виступав у фінському «КалПа», а перед сезоном 2009—10 підписав контракт із клубом КХЛ «Динамо» (Мінськ). Сезон 2009—10 провів у фарм-клубі «Шахтар» (Солігорськ) та став срібнии призером чемпіонату Білорусі. В сезоні 2010—11 виступав за «Динамо» (Мінськ) у КХЛ і «Юність» (Мінськ).
Завершив кар'єру в 2012 році. 
Досягнення
- Чемпіон Білорусі (2011), срібний призер (2010
- Володар Континентального кубка (2011)
- Фіналіст Кубка європейських чемпіонів (2007).